# Krofdorfer Forst
Der Krofdorfer Forst ist ein zusammenhängendes Waldgebiet von rund 4200 ha, das fast 50 % der Fläche der Gemeinde Wettenberg bedeckt. Es ist das größte geschlossene Waldgebiet in unmittelbarer Nähe Gießens. Eine Fläche von 810 ha zwischen der Kreisstraße 394 und dem Wißmarbach ist seit 2004 als FFH-Gebiet Krofdorfer Forst (DE 5317-306) ausgewiesen.

## Naturraum
Der Forst ist Teil des Naturraumes Krofdorf-Königsberger Forst und liegt im Übergangsbereich von Gladenbacher Bergland und Gießener Becken. Vorherrschende Baumarten sind Rotbuche und Eiche. Im geologischen Untergrund stehen hauptsächlich Grauwacke, Ton- und Kieselschiefer sowie Diabase an. Die Böden sind geprägt in erster Linie durch den geologischen Untergrund, die Oberflächengestalt und vor allem durch wechselnde Löß- und Lößlehmanteile unterschiedlicher Mächtigkeit. Die flachgründigen Böden sind meistens Wald-, seltener der Grünlandnutzung vorbehalten; die tiefgründigeren Böden werden hauptsächlich ackerbaulich genutzt; allerdings findet man auch unter Wald des Öfteren tiefgründige Lößlehme. Auf ebenen Hochflächen haben sich auch staunasse Böden herausgebildet.

## Schutzgebiet
Das FFH-Gebiet ist ein zusammenhängendes, naturnahes Laubwaldgebiet mit eingestreuten Grünland-Bachtälern. Es umfasst den Oberlauf des Wißmarbaches mit seinen Zuflüssen und einige Quellbäche, die das nördliche Gebiet in die Salzböde und die Vers entwässern. In den Bachtälern bestehen seit der Mitte des 20. Jahrhunderts mehrere Fischteiche, Grünlandbrachen prägen die offenen Bereiche in den Bachauen. Im Wald dominiert Hainsimsen-Buchenwald, daneben finden sich Waldmeister-Buchenwald sowie Erlen- und Eschenwälder und Weichholzauenwälder an den Bächen.

## Erschließung
Der Krofdorfer Forst hat wichtige Funktionen für Ökologie und Klima und ist ein beliebtes Ausflugsziel für Wanderer und Radfahrer aus dem Umland. Gut erreichbar ist der Forst von den umliegenden Ortschaften Krofdorf-Gleiberg, Wißmar, Salzböden, Oberwalgern, Reimershausen, Kirchvers, Krumbach und Fellingshausen. 
Nur eine Straße führt durch den Wald und verbindet Krofdorf-Gleiberg und die Schmelzmühle am Unterlauf der den Nordosten des Forstes passierenden Salzböde zwischen Salzböden und Reimershausen. Inmitten des Waldes steht das Forsthaus Waldhaus an der Straße.